# Aja (album)
Pour les articles homonymes, voir Aja.
Albums de Steely Dan
The Royal Scam
(1976) Gaucho
(1980)
Singles
1. Peg (en)
Sortie : novembre 1977
2. Deacon Blues
Sortie : mars 1978
3. Josie
Sortie : août 1978

Aja (prononcé en anglais : [ˈeɪʒə]) est le sixième album studio du groupe de rock américain Steely Dan, publié le 23 septembre 1977 chez ABC Records. Sur cet album, Donald Fagen et Walter Becker expérimentent différentes combinaisons de musiciens de studio, faisant appel à près de 40 instrumentistes différents, tout en travaillant sur des compositions et des arrangements plus longs et plus sophistiqués.
L'album se classe à la troisième place du classement Billboard Top LPs & Tape et à la cinquième place du UK Albums Chart, devenant ainsi le plus grand succès commercial de Steely Dan. Il est certifié double disque de platine par la RIAA depuis le 7 septembre 1993. Les singles extraits de l'album sont Peg, Deacon Blues et Josie.
Le disque se classe dans les meilleures ventes et remporte un Grammy Award du meilleur enregistrement non classique et est nommé pour l'album de l'année et la meilleure prestation pop vocale d'un duo ou groupe. En 2003, l'album reçoit le Grammy Hall of Fame Award et en 2010, il est inscrit au registre national des enregistrements (National Recording Registry) à la  bibliothèque du Congrès à Washington.
Aja contient la participation de plusieurs grands musiciens de session. La chanson-titre de huit minutes de long propose des changements de rythmes fondés sur le jazz, ainsi que des solos du célèbre saxophoniste Wayne Shorter et du batteur Steve Gadd. 

## Enregistrement
L'album est produit par Gary Katz, le producteur de longue date de Steely Dan, et comprend des contributions de nombreux musiciens de session de premier plan. La chanson-titre de l'album, Aja, d'une durée de huit minutes, présente une progression d'accords basée sur le jazz et un solo du saxophoniste Wayne Shorter,. Walter Becker, co-compositeur et co-leader du groupe, ne joue pas sur les titres Black Cow ou Peg.

## Titre et conception
Le titre de l'album se prononce comme « Asia », le mot anglais pour le continent de l'Asie. Donald Fagen a expliqué qu'« Aja » est le nom d'une femme coréenne qui avait épousé le frère d'un de ses amis de lycée
. La pochette de l'album comporte une photographie de Hideki Fujii représentant le mannequin et l'actrice japonaise Sayoko Yamaguchi,, et a été conçue par Patricia Mitsui et Geoff Westen. Les photographies de Fagen et Becker à l'intérieur de la pochette ont été prises par Becker et Dorothy A. White.

## Promotion et ventes
Aja est sorti chez ABC Records le 23 septembre 1977. En prévision de cette sortie, le producteur Gary Katz a incité Fagen et Becker, relativement discrets, à se faire mieux connaître du public, et a organisé une rencontre avec Irving Azoff pour discuter de la possibilité de l'engager en tant que manager. Fagen a d'abord hésité, expliquant : « Nous étions prêts à vivre béatement sans manager ».
Grâce aux relations d'Azoff avec les magasins de disques et au prix réduit de l'album, Aja est devenu, selon Cameron Crowe dans le numéro de décembre 1977 de Rolling Stone, « l'un des albums les plus populaires de la saison et de loin le plus rapidement vendu par Steely Dan ». Il a atteint le top 5 du classement Billboard Top LPs & Tape dans les trois semaines suivant sa sortie et s'est finalement classé à la troisième place, devenant ainsi l'album du groupe le mieux classé aux États-Unis. L'album a également été l'album le plus vendu du groupe au Royaume-Uni, atteignant la cinquième place du UK Albums Chart. Selon Billboard, Aja a été le plus grand succès de Steely Dan et l'un des premiers albums à être certifié platine par la Recording Industry Association of America (RIAA).
Des tentatives de mixage ambiophonique de l'album en vue d'une sortie à la fin des années 1990 ont été abandonnées lorsqu'il a été découvert que les enregistrements multipiste maîtres de Black Cow et de la chanson-titre étaient introuvables. Universal Music a annulé les plans de sortie d'une version SACD multicanal de l'album pour la même raison. Dans le livret de la réédition remastérisée de l'album en 1999, Fagen et Becker offrent une récompense de 600 dollars pour récupérer les bandes maîtresses perdues ou toute information permettant de les retrouver.

## Réception et postérité
Dans une critique consacrée à l'album en 1977 pour le magazine Rolling Stone, Michael Duffy a déclaré que « le cadre conceptuel de la musique [de Steely Dan] est passé du prétexte du rock and roll à une mutation plus douce, incroyablement propre et calculée de divers idiomes du rock, de la pop et du jazz », tandis que leurs paroles « restent aussi agréablement obtuses et cyniques que d'habitude ». Il ajoute que « l'extrême conscience intellectuelle du duo », même si elle commence à montrer ses limites avec cet album, « est peut-être précisément la qualité qui fait de Walter Becker et Donald Fagen les parfaits antihéros musicaux des années soixante-dix ».
L'album a été cité par des journalistes musicaux comme l'un des meilleurs enregistrements de démonstration pour les audiophiles, en raison de ses normes de production élevées,,.

### Distinctions
Aja figure fréquemment dans les listes rétrospectives des « meilleurs albums ». En 1991, le magazine français Rock & Folk l'a inclus dans sa liste des 250 meilleurs albums sortis depuis 1966, date à laquelle le magazine a commencé à paraître. En 1999, l'album est classé 59e dans la liste des 99 meilleurs albums de tous les temps du journal national israélien Yediot Aharonot ; en 2000, Aja est classé 118e dans la troisième édition du livre All Time Top 1000 Albums de Colin Larkin. En 2003, l'album a été intronisé au Grammy Hall of Fame et s'est classé 145e de la liste des 500 plus grands albums de tous les temps du Rolling Stone ; il a conservé la même place dans la mise à jour de 2012 de la liste et est passé au 63e rang dans la version de 2020. En 2006, Aja a été inclus dans le livre Les 1001 albums qu'il faut avoir écoutés dans sa vie. En 2010, l'album a été reconnu par la Bibliothèque du Congrès comme étant « culturellement, historiquement ou artistiquement significatif » et sélectionné pour être conservé dans le Registre national des enregistrements américain ; la même année, le premier album de De La Soul de 1989, 3 Feet High and Rising, qui échantillonne Aja, a également été ajouté au Registre,.
Sur la base de ces classements, le site Acclaimed Music classe Aja au 318e rang des albums les plus acclamés de l'histoire, ainsi qu'à la 95e position des albums les plus acclamés des années 1970.
| Date | Titre | Catégorie                             |
| ---- | ----- | ------------------------------------- |
| 1978 | Aja   | Meilleur enregistrement non classique |

### Yacht rock
Dans des évaluations rétrospectives, Aja a été considéré par des journalistes musicaux comme un album important dans le développement du genre yacht rock. Dans un article paru dans le magazine Spin en 2009, Chuck Eddy l'a classé parmi les huit albums essentiels du genre. Dans un article publié sur uDiscoverMusic en 2019, Paul Sexton a déclaré qu'avec l'album, Steely Dan « annonçait son exploration toujours plus poussée des influences jazz », ce qui conduirait à « son chef-d'œuvre de yacht-rock : Gaucho ».

## Chansons non retenues
Les sessions pour Aja ont donné lieu à plusieurs morceaux non retenus, dont The Bear et Stand by the Seawall (ce dernier titre a été donné à deux morceaux non retenus complètement différents enregistrés pendant les sessions). Aucune de ces chansons n'a jamais été officiellement publiée, mais The Bear a été interprétée plus tard en concert lors de la tournée Shuffle Diplomacy Tour 2011 de Steely Dan.

## Épisode de la sérieClassic Albums
En 1999, Aja fait l'objet d'un épisode de la série documentaire britannique Classic Albums. Les chansons de l'album sont étudiées une à une (à l'exception de "I Got the News", qui est jouée pendant le générique de clôture), tandis qu'une série d'interviews sont réalisées avec  notamment les cofondateurs de Steely Dan, Walter Becker et Donald Fagen installés devant la console de mixage. Ces derniers proposent également  de nouvelles versions live en studio des chansons de l'album, accompagnés en 1999 entre autres par le batteur Bernard Purdie et le bassiste Chuck Rainey qui ont joué sur Aja. Becker et Fagen proposent également d'écouter plusieurs des solos de guitare enregistrés "Peg", qui ont été rejetés un à un avant que Jay Graydon ne produise celui qui a finalement été utilisé pour l'album.
À propos du son de l'album, Andy Gill déclare : « Le jazz-rock était un élément fondamental du paysage musical des années 70. [Steely Dan] n'était pas une musique rock ou pop, et ce n'était pas du jazz, c'était un alliage très bien forgé des deux – on ne pouvait pas séparer la musique pop du jazz dans leur musique ». Sur le même thème, le musicien britannique Ian Dury dit entendre des échos de musiciens de jazz légendaires comme Charlie Parker, Charles Mingus et Art Blakey sur l'album. Il poursuit : « Eh bien, Aja a un son qui monte au cœur, et c'est le son le plus cohérent, le plus complet et le plus réconfortant, même si c'est un son plutôt classique de Los Angeles. Vous ne penseriez pas qu'il a été enregistré à un autre endroit  dans le monde, la Californie a la Californie dans le sang, même si ce sont des gars de New York. Ils ont un talent qui leur permet de créer des images qui ne sont pas puériles et qui ne donnent pas l'impression d'avoir été entendue avant. C'est très « filmique hollywoodien » d'une certaine manière, l'imagerie est très imaginable, dans un sens visuel. »."

## Titres de l’album
Toutes les chansons sont écrites et composées par Walter Becker et Donald Fagen.
| 1. | Black Cow    | 5:10 |
| 2. | Aja (en)     | 7:57 |
| 3. | Deacon Blues | 7:37 |

| 4. | Peg (en)       | 3:57 |
| 5. | Home at Last   | 5:34 |
| 6. | I Got the News | 5:06 |
| 7. | Josie          | 4:33 |

## Crédits

### Musiciens
- Donald Fagen - chant, claviers, synthétiseur, chœurs
- Walter Becker - guitare, basse
- Chuck Rainey - basse
- Timothy B. Schmit – choriste
- Michael McDonald - choriste
- Paul Griffin – claviers, piano électrique, chant, chœurs
- Don Grolnick – claviers
- Michael Omartian (en) – piano, claviers
- Joe Sample - claviers, piano électrique
- Victor Feldman - percussions, piano, claviers, vibraphone
- Larry Carlton - guitares
- Denny Dias – guitare
- Jay Graydon (en) - guitare
- Steve Khan (en) – guitare
- Dean Parks (en) – guitare
- Lee Ritenour – guitare
- Pete Christlieb (en) – flûte, saxophone ténor
- Chuck Findley – cuivres
- Jim Horn – flûte, saxophone
- Richard "Slyde" Hyde (en) – trombone
- Plas Johnson – flûte, saxophone
- Jackie Kelso (en) – flûte, saxophone
- Bill Perkins – flûte, saxophone
- Tom Scott – chef d'orchestre, flûte, saxophone ténor, lyricon
- Wayne Shorter – flûte, saxophone ténor
- Bernard Purdie – batterie (Home at Last, Deacon Blues)
- Steve Gadd – batterie (Aja)
- Ed Greene – batterie (I Got the News)
- Paul Humphrey (en) – batterie (Black Cow)
- Jim Keltner – percussions, batterie (Josie)
- Rick Marotta – batterie (Peg)
- Gary Coleman - percussions
- Venetta Fields - choriste
- Clydie King - choriste
- Rebecca Louis - choriste
- Sherlie Matthews - choriste

### Production
- Stephen Diener – producteur exécutif
- Gary Katz – producteur
- Roger Nichols (en) – ingénieur du son exécutif, ingénieur du son
- Elliot Scheiner (en), Bill Schnee (en), Al Schmitt (en) – ingénieurs du son
- Lenise Bent (en), Ken Klinger, Linda Tyler, Ed Rack, Joe Bellamy, Ron Pangaliman – assistants de l'ingénieur du son
- Bernie Grundman (en) – ingénieur du son du mastering
- Barbara Miller – coordinateur de production
- Stuart "Dinky" Dawson – consultant du son
- Irving Azoff (en) – management
- Leonard Freedman – bagagiste
- Karen Stanley – opérations cachées
- Oz Studios – direction artistique
- Patricia Mitsui, Geoff Westen – conception
- Hideki Fujii – photo de la pochette
- Walter Becker, Dorothy A. White – photos intérieures de Donald Fagen et Walter Becker
- Michael Phalen (Walter Becker et Donald Fagen), Stephen Diener – notes d'accompagnement

## Classements et certifications
| Classement (1977–78)          | Meilleure position |
| ----------------------------- | ------------------ |
| Australie (Kent Music Report) | 9                  |
| Canada (Top Albums)           | 3                  |
| États-Unis (Top LPs & Tape)   | 3                  |
| Norvège (VG-lista)            | 10                 |
| Nouvelle-Zélande (RIANZ)      | 3                  |
| Pays-Bas (Mega Album Top 100) | 9                  |
| Royaume-Uni (UK Albums Chart) | 5                  |
| Suède (Sverigetopplistan)     | 35                 |

| Classement (1978)           | Position |
| --------------------------- | -------- |
| Canada (Top Albums)         | 23       |
| États-Unis (Top LPs & Tape) | 5        |
| Nouvelle-Zélande (RIANZ)    | 49       |

### Certifications
| Pays                                                                           | Certification | Unités certifiées |
| ------------------------------------------------------------------------------ | ------------- | ----------------- |
| Canada (CRIA)                                                                  | 2 × Platine   | 200 000^          |
| États-Unis (RIAA)                                                              | 2 × Platine   | 2 000 000^        |
| Royaume-Uni (BPI)                                                              | Or            | 100 000‡          |
| ^Mise en rayon selon la certification ‡ventes/streaming selon la certification |               |                   |